# Lamprosema lunidiscalis
Lamprosema lunidiscalis là một loài bướm đêm trong họ Crambidae.